# Фоминська (муніципальне утворення «Бєлослудське»)
Фоминська (рос. Фоминская) — присілок в Красноборському районі Архангельської області Російської Федерації.
Населення становить 5 осіб. Входить до складу муніципального утворення Бєлослудське сільське поселення.

## Історія
Від 2004 року входить до складу муніципального утворення Бєлослудське сільське поселення.

## Населення
| 2002 | 2010 |
| ---- | ---- |
| 12   | ↘5   |